# Idarnes gracilicornis
Idarnes gracilicornis är en stekelart som först beskrevs av Mayr 1885.  Idarnes gracilicornis ingår i släktet Idarnes och familjen fikonsteklar. Inga underarter finns listade i Catalogue of Life.